# Hapalopus platnicki
Espèce
Hapalopus platnicki est une espèce d'araignées mygalomorphes de la famille des Theraphosidae.

## Distribution
Cette espèce est endémique du département de Cesar en Colombie,. Elle se rencontre vers Valledupar.

## Description
Le mâle holotype mesure 14,9 mm et la femelle paratype 17,3 mm.

## Systématique et taxinomie
Cette espèce a été décrite par Sherwood, Gabriel, Peñaherrera-R., Osorio, Benavides, Hörweg, Brescovit et Lucas en 2024.

## Étymologie
Cette espèce est nommée en l'honneur de Norman I. Platnick.

## Publication originale
(juin 2024).
- Sherwood, Gabriel, Osorio, Benavides, Peñaherrera-R., Hörweg, Brescovit & Lucas, 2024 : « Spot the difference: on the genus Hapalopus Ausserer, 1875 in Colombia and a new related genus from Brazil and Bolivia (Araneae: Theraphosidae). » ZooNova, no 32, p. 1-44 (texte intégral).